# Małżeństwo osób tej samej płci w Nowej Zelandii
     Małżeństwo
     Uznawanie małżeństw osób tej samej płci zawartych za granicą
     Związki jednopłciowe nieuznawane
     Konstytucja definiuje małżeństwo jako związek kobiety i mężczyzny
     De iure nielegalne, de facto nie wszczyna się postępowania
     Kontakty seksualne między osobami tej samej płci karane

Status prawny związków osób tej samej płci w Australii i Oceanii:
Małżeństwo
Uznawanie małżeństw osób tej samej płci zawartych za granicą
Związki jednopłciowe nieuznawane
Konstytucja definiuje małżeństwo jako związek kobiety i mężczyzny
De iure nielegalne, de facto nie wszczyna się postępowania
Kontakty seksualne między osobami tej samej płci karane

Małżeństwa osób tej samej płci są legalne w Nowej Zelandii od 19 sierpnia 2013 roku. Ustawa zezwalająca na takie małżeństwa została przyjęta przez parlament 17 kwietnia 2013 roku i podpisana przez gubernatora generalnego 19 kwietnia.

## Historia
9 grudnia 2004 roku Izba Reprezentantów przyjęła projekt ustawy wprowadzającej związki partnerskie, zgłoszony przez ówczesny rząd Helen Clark. Ustawa została podpisana przez gubernatora generalnego 13 grudnia i weszła w życie 26 kwietnia 2005 roku. Na mocy ustawy pary, które zarejestrują swój związek nabywają większość praw, jakie mają małżeństwa.
14 maja 2012 deputowana Partii Pracy Louisa Wall ogłosiła zamiar zgłoszenia projektu ustawy legalizującej małżeństwa osób tej samej płci. Projekt trafił do parlamentu 26 lipca.
15 maja 2012 roku premier John Key zapowiedział, że poprze ustawę w pierwszym czytaniu. 30 lipca Key stwierdził, że poprze ustawę również na dalszym etapie prac. 
29 sierpnia projekt został przyjęty w pierwszym czytaniu stosunkiem głosów 80 do 40, a następnie trafił do prac w komisji spraw rządowych. 27 lutego 2013 roku komisja pozytywnie zaopiniowała projekt, rekomendując jednocześnie wprowadzenie poprawek. Komisja zarekomendowała odrzucenie propozycji przeprowadzenia referendum w tej kwestii. 
13 marca parlament przyjął projekt ustawy w drugim czytaniu stosunkiem głosów 77 do 44, aprobując jednocześnie rekomendowane przez komisję poprawki. Deputowani odrzucili propozycję rozpisania referendum. Następnie ustawa trafiła przed komisję całej izby, gdzie została zaaprobowana 27 marca, stosunkiem głosów 77 do 43. Projekt został przyjęty w trzecim czytaniu 17 kwietnia 2013 roku, stosunkiem głosów 77 do 44. Ustawa została podpisana przez gubernatora generalnego 19 kwietnia i weszła w życie 19 sierpnia 2013 roku.